# 杨维榕
杨维榕（英語：Alan Michael Yang，1983年8月22日—），臺灣裔美國编剧、制片人、導演、演员。首部担任编剧和制片人的作品是全国广播公司情景喜剧《公园与游憩》，为他赢得首个艾美奖提名。他与阿茲·安薩里在Netflix连续剧《不才專家》中合作，该剧于2015年首播，获得不错的口碑。该剧在2016年获得皮博迪奖和第68届黄金时段艾美奖，杨维榕和安萨里赢得艾美奖喜剧类连续剧最佳编剧奖，获黄金时段艾美奖最佳喜剧影集提名。杨维榕还是2014年戏剧《我的出櫃好友》的编剧。2018年，他開創亚马逊影片连续剧《珍愛永遠》。

## 早年
杨维榕生长于加利福尼亚州里弗赛德，双亲是台湾的移民，父亲是台湾云林县虎尾鎮的退休妇产科医生，母亲是高中数学老师。杨维榕在里弗赛德保利高中上学。他在哈佛大学生物系读书时，曾为学校幽默杂志《哈佛讽刺家》撰稿，是他首次接触喜剧。杨维榕在采访表示，父母告诉他数学和理科是有色人种的“安全地带”，于是就选择学习生物学。他在哈佛的时候，开始追随波士顿红袜棒球队，对这项运动产生了兴趣。这使他为体育新闻博客“Fire Joe Morgan”撰稿，笔名“Junior”。当时，他和《辦公室》的制片人和编剧迈克尔·舒尔一同写博客，两人日后在《公园与游憩》和《良善之地》中有过合作。

## 职业生涯

### 编剧
从哈佛毕业后，杨维榕尝试投身于戏剧编剧，作为上法学院的后路。2009年，杨维榕列入《综艺》“10大作品必看编剧”榜单。随后，他参与《南方公园》和《卡森·达利的最后通话》的编剧，之后于2008年担任即将播出的全国广播公司喜剧《公园与游憩》的下属编剧。在正式开始该剧的创作前，他已经加入全国广播公司六个月，写出了《White Dad》和《Gay Dude》两部剧 。《White Dad》于2008年卖给了索尼，《Gay Dude》列入了好莱坞黑名单，直到2011年才卖给狮门影业，2014年以《我的出櫃好友》的名字上映。他还参与了笑死人不偿命制片公司2010年短剧《公园与游憩是喜剧武当帮》（Parks and Recreation is the Wu Tang of Comedy）的编剧。
2012年，他开始创作一部关于父子关系的情景喜剧。《公园与游憩》的制片人格雷格·丹尼尔斯建议他塑造亚洲人角色，但被他确信这样作品不会成功为由婉拒。
然而，他在《公园与游憩》一剧中结识了喜剧演员阿茲·安薩里，两人在Netflix2015年连续剧《不才專家》中合作。该剧获得好评，特别是多样化的演出阵容及主题，因此获得四项艾美奖提名。杨维榕和安萨里最终因《Parents》一集共同赢得艾美奖喜剧类连续剧最佳编剧奖。杨维榕表示，该集中由游朝敏饰演的布莱恩一角，很大程度上取材自自己和家人：“总的来说，这个角色取材于我的父亲、安萨里的父亲和我们的家人。我在其中写的很多东西是安萨里和我会有的对话。”两人于2016年5月凭借该剧获得皮博迪獎。
杨维榕认为，尽管该剧的话题包括种族多样性和种族主义，中心思想还是想真实呈现他们的人生。他于2016年6月告诉《综艺》杂志：“我们尝试在节目中融合现实生活中的话题。有一两集讲电视中的印度人或亚洲人，讲如何跟移民身份的父母处理关系——但是我们彼此相爱，我们要处理问题，我们还有其他故事使角色更加全面。”影片第二季于2017年播出。
2016年，杨维榕开始加入《良善之地》，参与第二集的创作。他也是该剧第二季其中一集的导演。
2018年，他继《公园与游憩》后，再度与马特·哈伯德合作，打造亚马逊公司喜剧连续剧《珍愛永遠》。该剧由弗雷德·阿米森和玛雅·鲁道夫主演。目前正在制作《異鄉人，美國夢》，他认为该剧“像《黑镜》，但它不是超暗黑科幻故事，而是移民故事。”

### 导演和制片人
他导演了《公园与游憩》中的两集，第6季第11集的《New Beginning》和第5季第21集的《Swing Vote》。除了担任剧集编剧，负责16集的编剧，他还是24集的编审和6集的执行编审。他执导了杰斯音乐录影带《Moonlight》的导演，按计划该MV以全非裔美国人阵容模仿美国电视剧《老友记》。
另外，他也是《不才專家》的执行制片人、《公园与休憩》执行制片人、监督制片人和联合制片人、《我的出櫃好友》执行制片人、《南方公園》剧集《Miss Teacher Bangs A Boy》顾问制片人、笑死人不偿命短剧《公园与休憩是喜剧武当帮》制片人、《卡森·达利的最后通话》副制片人，还是2007年MTV电影大奖顾问。
2018年為亚马逊连续剧《珍愛永遠》的節目統籌，这部剧情喜剧讲述了一对已婚夫妇在杨维榕的家乡里弗赛德冒险的经历。該劇最終於2019年確定取消，僅此一季。

### 演员
杨维榕在《公园与游憩》的14集中出演“Chang”/“贝斯手”/“Alan”的角色。他还参演了埃里克·韦尔海姆执导短剧《食物俱乐部》（Food Club），出演《克罗尔秀》剧集《Sponsored by Stamps》的顾问一角。他还在《公园与游憩》中《Moving Up: Part 2》和《Lil' Sebastian》两集中表演歌曲《5,000 Candles In The Wind》。

### 其他作品
杨维榕与厨师好友张锡镐参加了Netflix原创非虚构剧集《美食不美》的“炒饭”一集，他在片中讨论了中華菜。杨还曾在当地一家小型单口喜剧俱乐部做过表演。

## 影视作品

### 电影
| 年份 | 名称             | 职务 | 职务 | 职务 | 注释       |
| 年份 | 名称             | 导演 | 编剧 | 制片 | 注释       |
| ---- | ---------------- | ---- | ---- | ---- | ---------- |
| 2014 | 《我的出櫃好友》 | 否   | 是   | 是   | 执行制片人 |
| 2020 | 《虎尾》         | 是   | 是   | 是   |            |

### 电视
| 年份      | 名称                    | 职务 | 职务 | 职务 | 注释                                  |
| 年份      | 名称                    | 导演 | 编剧 | 制片 | 注释                                  |
| --------- | ----------------------- | ---- | ---- | ---- | ------------------------------------- |
| 2002      | 《卡森·达利的最后通话》 | 否   | 是   | 是   |                                       |
| 2009-2015 | 《公园与游憩》          | 是   | 是   | 是   | 编剧（16集）、导演（2集）             |
| 2016      | 《良善之地》            | 是   | 是   | 是   | 编剧（1集）、导演（1集）              |
| 2015-2017 | 《不才專家》            | 是   | 是   | 是   | 联合创剧人、编剧（10集）、导演（2集） |
| 2018      | 《珍愛永遠》            | 是   | 是   | 是   | 联合创剧人、编剧（4集）、导演（4集）  |
| 2020      | 《異鄉人，美國夢》      | 否   | 否   | 是   | 执行制片人                            |

## 奖项
| 年份 | 大奖                   | 奖项               | 提名作品       | 结果 |
| ---- | ---------------------- | ------------------ | -------------- | ---- |
| 2012 | 美国编剧工会奖         | 最佳喜剧连续剧     | 《公园与游憩》 | 提名 |
| 2013 | 美国编剧工会奖         | 最佳喜剧连续剧     | 《公园与游憩》 | 提名 |
| 2013 | 美国编剧工会奖         | 最佳喜剧连续剧     | 《公园与游憩》 | 提名 |
| 2014 | 美国喜剧奖             | 最佳电视类喜剧编剧 | 《公园与游憩》 | 提名 |
| 2015 | 黃金時段艾美獎         | 最佳喜剧连续剧     | 《公园与游憩》 | 提名 |
| 2016 | 黃金時段艾美獎         | 最佳喜剧连续剧     | 《无为大师》   | 提名 |
| 2016 | 黃金時段艾美獎         | 最佳喜剧连续剧编剧 | 《无为大师》   | 獲獎 |
| 2016 | 哥譚獨立電影獎         | 最具突破长片系列剧 | 《无为大师》   | 提名 |
| 2016 | 有色人种进步协会形象奖 | 最佳喜剧连续剧编剧 | 《无为大师》   | 提名 |
| 2017 | 金德比奖               | 年度最佳喜剧剧集   | 《无为大师》   | 提名 |
| 2017 | 黃金時段艾美獎         | 最佳喜剧影集       | 《无为大师》   | 提名 |
| 2017 | 美國製片人協會         | 最佳喜剧剧集       | 《无为大师》   | 提名 |
| 2018 | 美国编剧工会奖         | 最佳喜剧连续剧     | 《无为大师》   | 提名 |
| 2019 | 美国编剧工会奖         | 最佳喜剧剧集       | 《珍愛永遠》   | 提名 |